# Tagoloan (Lanao del Norte)
Tagoloan is een gemeente in de Filipijnse provincie Lanao del Norte in het noorden van het eiland Mindanao. Bij de laatste census in 2007 had de gemeente ruim 9 duizend inwoners.

## Geografie

### Bestuurlijke indeling
Tagoloan is onderverdeeld in de volgende 7 barangays:
| - Dalamas - Darimbang - Dimayon - Inagongan - Kiazar - Malimbato - Panalawan |

## Demografie
Tagoloan had bij de census van 2007 een inwoneraantal van 9.274 mensen. Dit zijn 1.041 mensen (12,6%) meer dan bij de vorige census van 2000. De gemiddelde jaarlijkse groei komt daarmee uit op 1,66%, hetgeen lager is dan het landelijk jaarlijks gemiddelde over deze periode (2,04%). Vergeleken met de census van 1995 is het aantal mensen met 1.247 (15,5%) toegenomen.

De bevolkingsdichtheid van Tagoloan was ten tijde van de laatste census, met 9.274 inwoners op 69,7 km², 133,1 mensen per km².